# Nikki bungaku (literatura japońska)
Nikki bungaku (jap. 日記文学 literatura pisana w formie dzienników lub pamiętników) – gatunek epicko-dokumentalny w literaturze japońskiej, pamiętniki i dzienniki liryczne okresu Heian. 

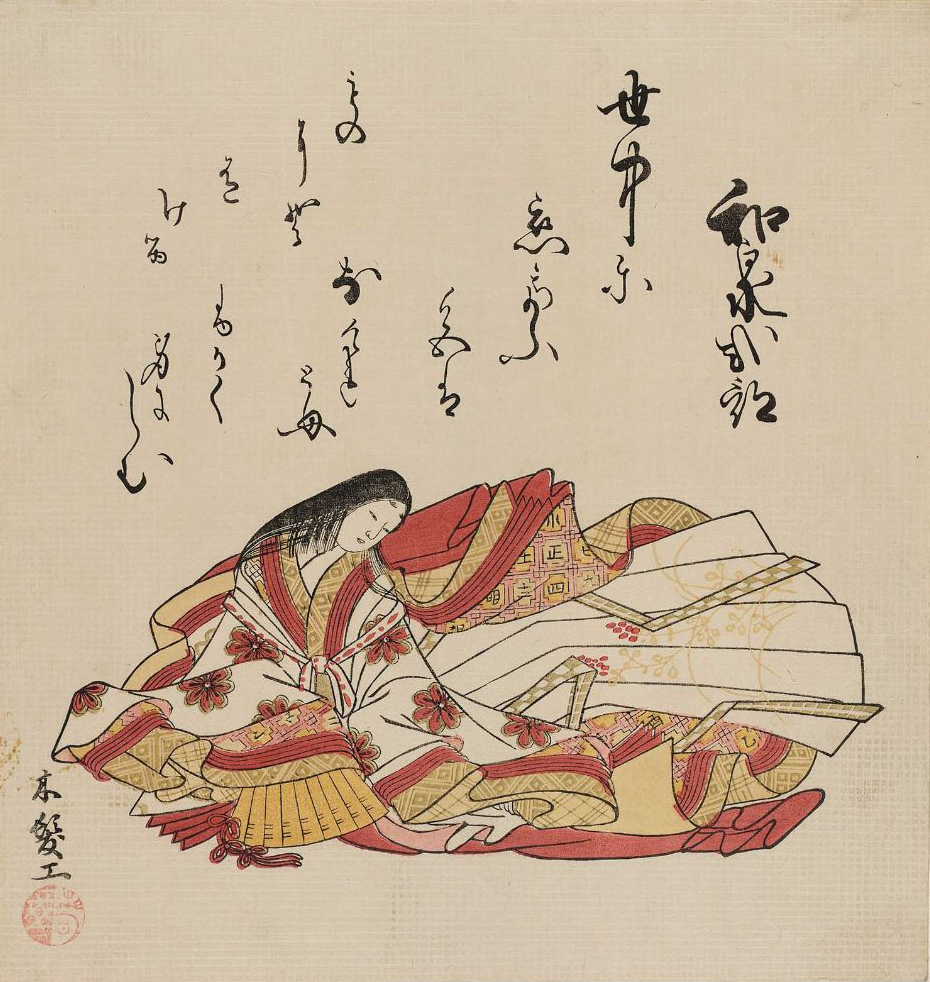
Izumi Shikibu

Opisy prozatorskie często przeplatane są pieśniami i poematami. Przykładami takich dzieł są: Tosa nikki (Pamiętnik z Tosy, 935) napisany przez Ki no Tsurayukiego, Kagerō nikki (Dziennik ulotnych chwil, 972–976), Murasaki Shikibu nikki (Dziennik Murasaki Shikibu, 1008–1010), Izumi Shikibu nikki (Dziennik Izumi Shikibu, przed 1010), Sarashina nikki (Dziennik Sarashiny, 1059–1062).